# Condado de Appanoose
O Condado de Appanoose é um dos 99 condados do estado norte-americano de Iowa. A sede do condado é Centerville, que é também a sua maior cidade. O condado tem uma área de 1337 km² (dos quais 52 km² estão cobertos por água), uma população de 13 721 habitantes, e uma densidade populacional de 11 hab/km² (segundo o censo nacional de 2000). O condado foi fundado em 1834 e recebeu o seu nome em homenagem ao ameríndio Appanoose, chefe da tribo Meskwaki e que assinou o tratado de paz que colocou fim à Guerra de Black Hawk.